# Erich Rahn

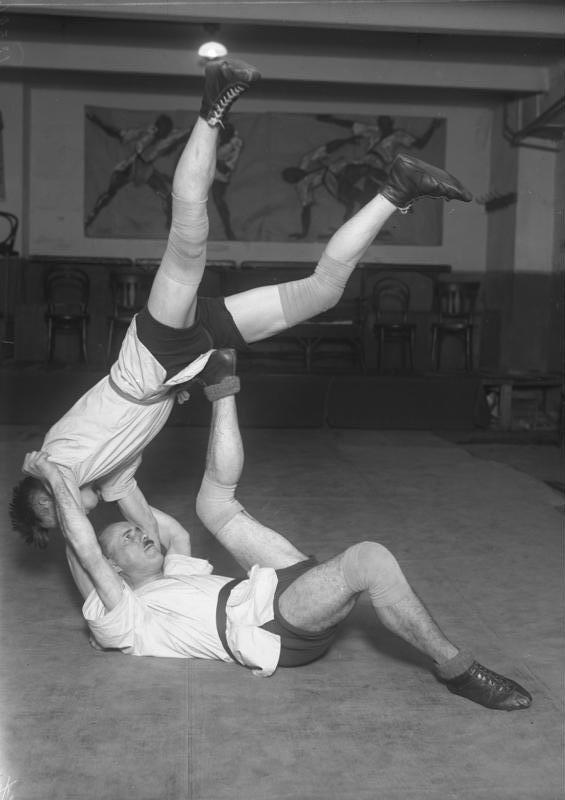
Erich Rahn (unten), einen Überkopfwurf (Tomoe-nage) ausführend, November 1931.

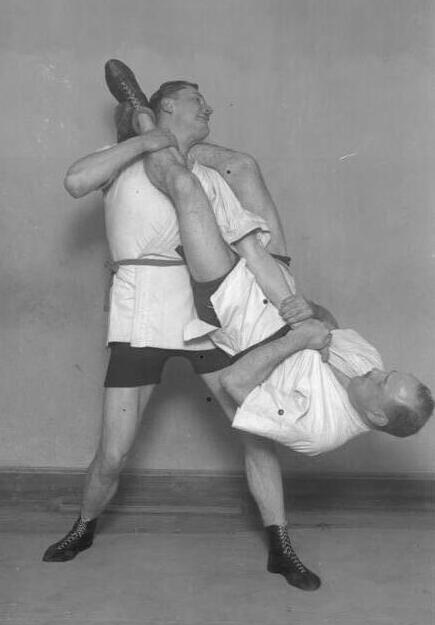
Erich Rahn (rechts) kontert den gegnerischen Griff mit einem gesprungenen Kreuzstreckhebel (Tobi-juji-gatame), 1931.

Erich Rahn (* 1. Mai 1885 in Berlin; † 5. Juli 1973 in Berlin) war ein Pionier des Jiu-Jitsu- und Judo-Sports in Deutschland. Er gründete 1906 in Berlin mit der Sportschule Rahn die erste deutsche Jiu-Jitsu-Schule. Außerdem ist er Gründer des Deutschen Jiu-Jitsu-Ring Erich Rahn e. V.

## Leben und Wirken
Die Geschichte des Jiu Jitsu in Deutschland ist eng mit dem Namen Erich Rahns verknüpft. Rahn kam durch die kaufmännischen Beziehungen seines Vaters schon in frühester Kindheit mit Japanern in Kontakt. Bei diesen Begegnungen lernte er verschiedene Budotechniken kennen. Zur gleichen Zeit gaben die ersten japanischen Sportler in europäischen Varietés Vorstellungen, in denen sie Judo- und Jiu-Jitsu-Techniken präsentierten. Bei einer dieser Vorstellungen lernte der junge Erich Rahn Katsuguma Higashi kennen, der einen physisch deutlich überlegenen Mann mit Hilfe von Jiu Jitsu besiegte. Der begeisterte Rahn wurde Schüler von Higashi und lernte von ihm die Techniken des Jiu Jitsu. Überzeugt von diesem Ziel gab er seinen Beruf auf, um sich ganz dem Studium des Jiu Jitsu widmen zu können.
1906 eröffnete Rahn im Alter von 21 Jahren die erste deutsche Jiu-Jitsu-Schule. Um den Kampfsport populär zu machen, hielt Rahn Reden und Vorträge im ganzen Land. Das Interesse des Publikums am „Geraufe“ war jedoch zunächst sehr gering. Nach diesen Misserfolgen begann Rahn, die Funktion des Jiu Jitsu als Möglichkeit der Selbstverteidigung zu betonen. Durch diese „Verwestlichung“ fanden auch zunehmend Ringergriffe, Boxschläge und Kraftanwendung Eingang in das Jiu Jitsu.
1910 konnte Erich Rahn erstmals die Berliner Kriminalpolizei für Jiu Jitsu interessieren. Der damalige Leiter der Kriminalpolizei setzte sich bei dem Polizeipräsidenten, Traugott von Jagow, dafür ein, und er erhielt eine Einladung zu einer Vorführung im königlichen Polizeipräsidium. Daraufhin wurde ihm die Ausbildung der Kriminalpolizei und später der Schutzpolizei in der Selbstverteidigung übertragen. 1913 erhielt Rahn einen Lehrauftrag für Jiu Jitsu an der Militärturnanstalt Berlin.
Nach dem Ersten Weltkrieg im Jahr 1919 unternahm Rahn einen weiteren Versuch, Jiu Jitsu außerhalb von Berlin bekannt zu machen. Er begab sich auf eine Varieté-Tour durch ganz Deutschland und nahm bei seinen Vorstellungen jede Herausforderung, auch von bekannten Ringern und Boxern, an. Bei dieser Unternehmung war ihm mehr Erfolg beschieden; bald wurden die ersten Clubs in anderen Städten eröffnet, und Jiu Jitsu entwickelte sich deutschlandweit zur Wettkampfsportart. 1920 gründete Rahn in Berlin den „Ersten Berliner Jiu-Jitsu-Club“, zwei Jahre später den „Zentralverband der Deutschen Jiu-Jitsu-Kämpfer“. Im selben Jahr, 1922, fand im Berliner Sportpalast die erste deutsche Jiu-Jitsu-Meisterschaft statt. Im Finale besiegte Erich Rahn Hans Reuter aus München. Im Alter von 40 Jahren zog er sich unbesiegt von öffentlichen Wettkämpfen zurück.

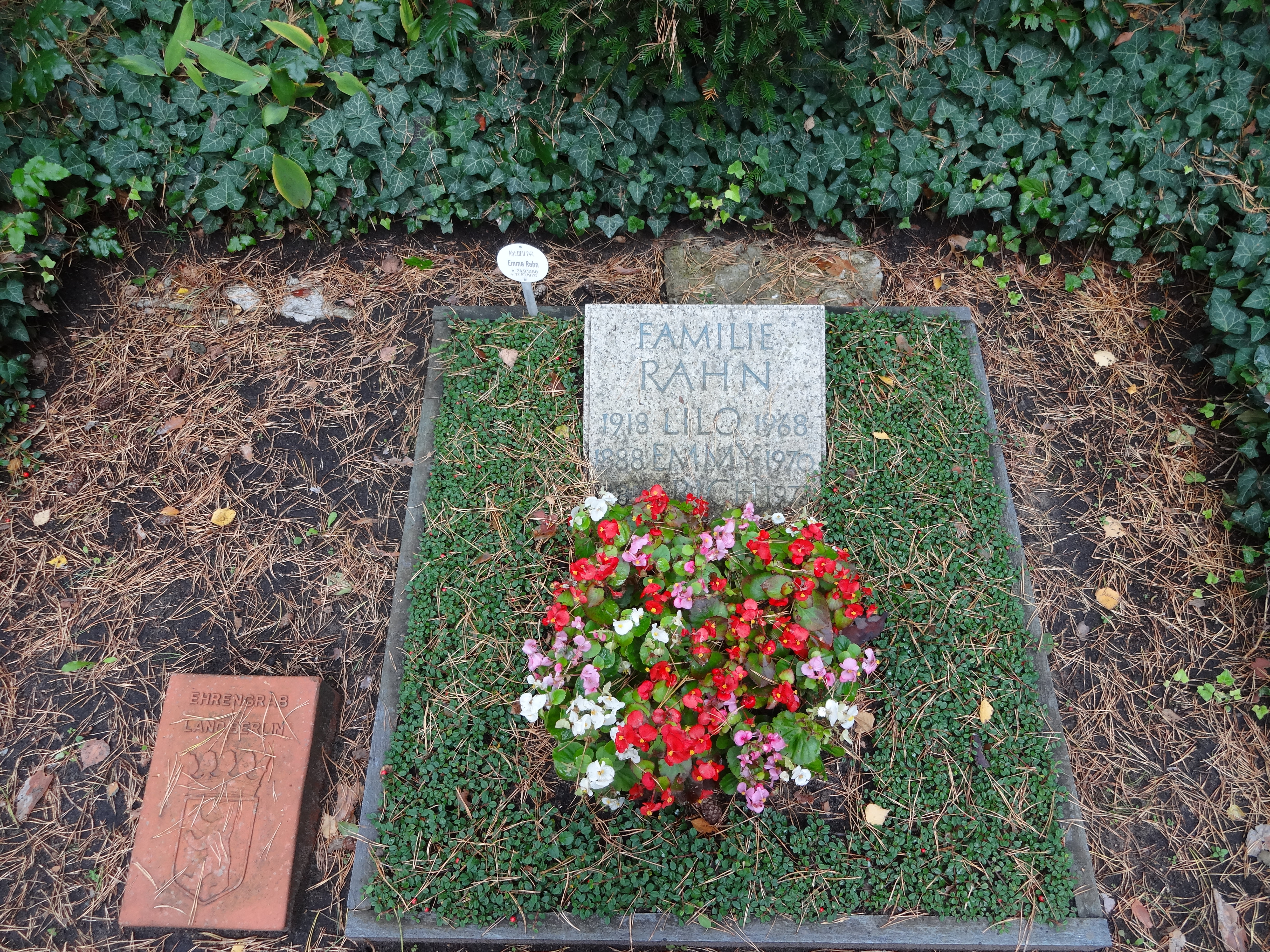
Grabstätte

Er ist auf dem Waldfriedhof Zehlendorf bestattet. Sein Grab ist als Ehrengrab der Stadt Berlin gewidmet.

## Bibliographie
- Die unsichtbare Waffe (Jiu-Jitsu). Verlag Guido Hackebeil A.G., Berlin 1926
- Neue Griffe und Kniffe im Jiu-Jitsu/Judo, Waffenlose Selbstverteidigung. Falken-Verlag, 1955
- Ich lerne Jiu-Jitsu. Fackelverlag, 1957

## Filmografie
- 1918: Mitternacht
- 1921: Jiu-Jitsu – Die unsichtbare Waffe